# Thiago Monteiro
Thiago Monteiro (Fortaleza, Ceará; 31 de mayo de 1994) es un tenista profesional brasileño.

## Carrera
Monteiro tuvo su debut profesional en el año 2011.  No ha logrado hasta el momento títulos de la categoría ATP. Pero si ha ganado 8 torneos de la categoría ATP Challenger Tour, y varios títulos Futures tanto en individuales como en dobles.
En el 2016 recibió un Wild Card para el torneo Río Open 2016, enfrentó en primera ronda al cabeza de serie #3 y número #9 del mundo Jo-Wilfried Tsonga ganándole en tres set, y sorprendiendo al ganarle a un top ten en su primer enfrentamiento de nivel ATP. A la semana siguiente en el Torneo de Sao Paulo alcanzó los cuartos de final al derrotar a Nicolás Almagro (ex n.º 9), y a Daniel Muñoz de La Nava.
El 9 de mayo de 2016 alcanzó el N.º 143 del ranking luego de ganar el Challenger de Aix-en-Provence tras derrotar al argentino Carlos Berlocq (ex 37 ATP) en la final por 4-6, 6-4 y 6-1. Mientras que en dobles logró la posición 449 el 2 de diciembre de 2013.

## Títulos ATP Challenger

### Individuales (9)
| N.° | Fecha                    | Torneo                        | Superficie    | Oponente en la final | Resultado       |
| --- | ------------------------ | ----------------------------- | ------------- | -------------------- | --------------- |
| 1.  | 8 de mayo de 2016        | Challenger de Aix-en-Provence | Tierra batida | Carlos Berlocq       | 4-6, 6-4, 6-1   |
| 2.  | 27 de enero de 2019      | Challenger de Punta del Este  | Tierra batida | Facundo Argüello     | 3-6, 6-2, 6-3   |
| 3.  | 13 de julio de 2019      | Challenger de Braunschweig    | Tierra batida | Tobias Kamke         | 7-66, 6-1       |
| 4.  | 27 de octubre de 2019    | Challenger de Lima            | Tierra batida | Federico Coria       | 6-2, 76-7, 6-4  |
| 5.  | 2 de febrero de 2020     | Challenger de Punta del Este  | Tierra batida | Marco Cecchinato     | 7-63, 66-7, 7-5 |
| 6.  | 26 de septiembre de 2021 | Challenger de Braga           | Tierra batida | Nikola Milojević     | 7-5, 7-5        |
| 7.  | 10 de julio de 2022      | Challenger de Salzburg        | Tierra batida | Norbert Gombos       | 6-3, 7-62       |
| 8.  | 19 de septiembre de 2022 | Challenger de Génova          | Tierra batida | Andrea Pellegrino    | 6-1, 7-62       |
| 9.  | 8 de octubre de 2023     | Challenger de Campinas        | Tierra batida | Camilo Ugo Carabelli | 3-6, 6-4, 6-4   |